# Dělnicko-rolnická vláda
Dělnicko-rolnická vláda (či Vláda Aloise Indry) byl kolaborantský kabinet vedený skupinou konzervativních a prosovětských členů KSČ během invaze vojsk Varšavské smlouvy do Československa v roce 1968. Vláda nebyla nikdy jmenována, neboť byla prezidentem Ludvíkem Svobodou odmítnuta.

## Předchozí události

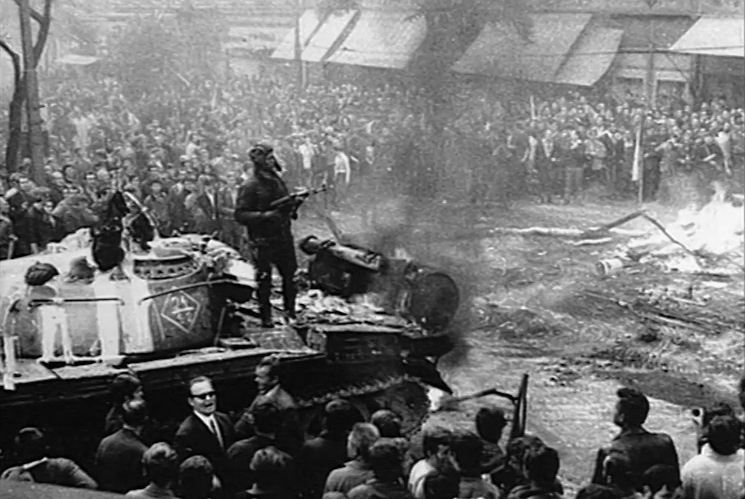
Sovětský tank v Praze dne 21. srpna 1968

U příležitosti 20. výročí „Vítězství pracujícího lidu“ prohlásil tehdejší první tajemník ÚV KSČ Alexander Dubček, že jsou potřebné změny po triumfu socialismu a že cílem je tzv. „Socialismus s lidskou tváří“. Tím byl zahájen proces zvaný Pražské jaro, tedy program liberalizací, mezi něž patřil nejen důraz na ekonomické uvolnění ve prospěch spotřebního průmyslu, ale především svoboda tisku, svoboda projevu, svoboda pohybu a připouštěla se už i možnost vícestranné vlády.
Na liberalizaci reagoval Sovětský svaz pod vedením Leonida Brežněva. Tomu se představa uvolňování nelíbila a přispěl k tomu i tzv. „dopis 99 Pragováků“. Československo a Sovětský svaz se proto nejprve dohodly na dvoustranných rozhovorech, které se uskutečnily ve dnech 29. července – 1. srpna 1968 v Čierné nad Tisou, v blízkosti československo-sovětské hranice. Rozhovory byly však neúspěšné a v noci z 20. na 21. srpna 1968 zaútočila vojska států Varšavské smlouvy na Československo.

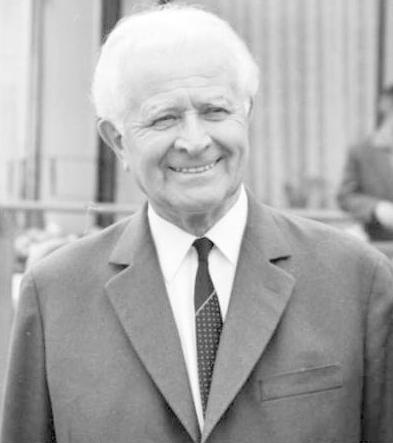
Prezident Ludvík Svoboda, který zamezil vzniku kolaborantské dělnicko-rolnické vlády

## Pokus o vytvoření vlády

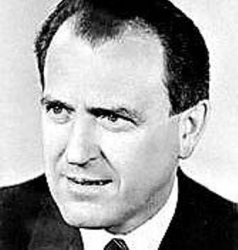
Vasil Biľak

Sovětský svaz využil členy konzervativního křídla KSČ, kteří nesouhlasili s liberalizací. Byli to zejména signatáři zvacího dopisu: Alois Indra, Drahomír Kolder, Oldřich Švestka či Milouš Jakeš. Vláda měla převzít moc v Československu ihned po invazi. Podobný scénář použil SSSR i během invaze do Maďarska v roce 1956.

### První pokus
Dopoledne 21. srpna 1968 byli zatčeni a posléze internováni mimo území republiky předseda vlády Oldřich Černík, generální tajemník ÚV KSČ Alexander Dubček, předseda parlamentu Josef Smrkovský, předseda Národní fronty František Kriegel a další. To mělo uvolnit pozici pro ustavení kolaborantské vlády. Ještě téhož dne v 16:00 skupina ve složení Drahomír Kolder, Alois Indra, Vasil Biľak a Jozef Lenárt přijela na Pražský hrad, kde jednala s prezidentem Ludvíkem Svobodou. Jednali o převzetí moci, neboť podle nich v této krizi nefungovala vláda ani předsednictvo KSČ. Prezident však prohlásil, že stále důvěřuje ustavené vládě Oldřicha Černíka.

### Druhý pokus

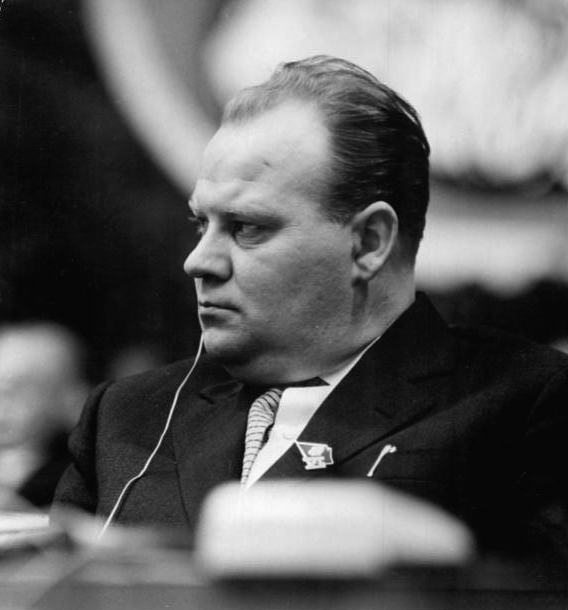
Drahomír Kolder v roce 1963

22. srpna se skupina ve složení Vasil Biľak, Alois Indra, Drahomír Kolder, Milouš Jakeš, Jozef Lenárt, Oldřich Švestka, Jan Piller a Emil Rigo sešla v Hotelu Praha a následně vydala na sovětskou ambasádu, kde jednala se sovětským velvyslancem Červoněnkem. Ve 23:00 odjela delegace opět na Pražský hrad, kde právě jednala vláda v čele s místopředsedou vlády Štrougalem. Prezident Svoboda nejprve hovořil s Červoněnkem, poté začal jednání i s kolaboranty. Na návrh dělnicko-rolnické vlády odvětil: „Uvědomte si, že kdybychom něco takového udělali, národ by na nás musel plivat, musel by do nás kopat“ a zamítl ji. Obsah rozhovorů je však zahalen tajemstvím, materiály se nacházejí v nedostupných ruských archivech.

## Následky
Na mimořádném vysočanském sjezdu KSČ dne 22. srpna 1968 byli kolaboranti v čele s Indrou vyloučeni z vrcholných orgánů KSČ. Z předsednictva ÚV KSČ byl tak vyloučen Kolder, Piller, Rigo a Biľak. Lenárt a Indra byli vyloučeni ze svých tajemnických funkcí. Již v listopadu téhož roku byla většina z členů opět v nejvyšších funkcích KSČ.
- Alois Indra se stal v roce 1971 předsedou Federálního shromáždění a ve funkci vydržel až do roku 1989. Tato funkce však byla velmi málo vlivná.[12]
- Vasil Biľak byl poslancem Sněmovny lidu Federálního shromáždění až do roku 1989. Zemřel v roce 2014 v Bratislavě.[13]
- Drahomír Kolder byl počátkem normalizace ministrem – předsedou Výboru lidové kontroly, avšak v roce 1972 zemřel.
- Milouš Jakeš byl poslancem Sněmovny lidu FS a od roku 1987 generálním tajemníkem ÚV KSČ.[14] Zemřel v roce 2020.
- Jozef Lenárt byl od roku 1970 do 1988 prvním tajemníkem KSS a členem předsednictva ÚV KSČ. Od roku 1995 probíhalo policejní vyšetřování jeho činnosti v srpnu 1968. V roce 1996 byla proti němu a Milošovi Jakešovi vznesena obžaloba z přípravy vlastizrady. V průběhu kauzy, která se táhla několik let, bylo obvinění zmírněno na napomáhání k pokusu o vlastizradu. Oba obžalovaní byli roku 2003 vrchním soudem zproštěni viny.[15]
- Oldřich Švestka byl až do své smrti v roce 1983 poslancem Sněmovny lidu FS a člen ÚV KSČ.[16]
- Jan Piller byl krátce poslancem Sněmovny lidu FS a předsedou ÚV ROH.[17] V roce 1971 byl však v obou funkcích vystřídán. Zemřel v roce 1995.[18]
- Emil Rigo byl až do roku 1986 poslancem Sněmovny národů FS a poté poslancem Sněmovny lidu FS.[19][20] Zemřel v roce 2017.[21]
- Antonín Kapek byl až do roku 1989 poslancem Sněmovny lidu FS. V první polovině 70. let byl veden jako důvěrník KGB.[22] Po sametové revoluci spáchal dva pokusy o sebevraždu, přičemž druhý v roce 1990 již nepřežil.[23]

### Soudní stíhání
V roce 2003 byl veden soud s Miloušem Jakešem, Jozefem Lenártem a Karlem Hoffmannem. Byli obžalováni z vlastizrady, když pomáhali promoskevské skupině ve vedení KSČ při vytváření takzvané dělnicko-rolnické vlády. Dne 9. června 2003 byl Karel Hoffmann odsouzen na šest let odnětí svobody, byl však po krátké době propuštěn ze zdravotních důvodů. Dne 26. června 2003 byli Jakeš s Lenártem osvobozeni.
Vasila Biľaka stíhala slovenská policie. V roce 1991 bylo proti němu zahájeno vyšetřování, ale až v roce 2000 byl podán návrh na obžalobu. Krajský soud v Bratislavě však o rok později vrátil případ k došetření. V lednu 2011 bylo vyšetřování zastaveno, v březnu téhož roku to oficiálně potvrdila slovenská generální prokuratura.

## V kultuře
V seriálu České století je znázorněn pokus o vytvoření dělnicko-rolnické vlády ve chvíli, kdy představitele vlády zatýkají „ve jménu vlády Aloise Indry“. Je zde však vykresleno chování autorů tzv. zvacího dopisu. Vasila Bilaka hraje Peter Marcin, Ludvíka Svobodu hraje Emil Horváth.